# Ivo Vázquez
Ivo Saúl Vázquez Serrano (Toluca, 16 ottobre 2000) è un calciatore messicano, difensore dell'Atlético La Paz.

## Carriera
Cresciuto nel settore giovanile del Puebla, esordisce in prima squadra il 7 agosto 2019 disputando l'incontro di Copa MX perso per 1-0 contro il Monarcas Morelia.

## Statistiche

### Presenze e reti nei club
Statistiche aggiornate al 18 agosto 2022.
| Stagione        | Squadra         | Campionato      | Campionato | Campionato | Coppe nazionali | Coppe nazionali | Coppe nazionali | Coppe continentali | Coppe continentali | Coppe continentali | Altre coppe | Altre coppe | Altre coppe | Totale | Totale |
| Stagione        | Squadra         | Comp            | Pres       | Reti       | Comp            | Pres            | Reti            | Comp               | Pres               | Reti               | Comp        | Pres        | Reti        | Pres   | Reti   |
| --------------- | --------------- | --------------- | ---------- | ---------- | --------------- | --------------- | --------------- | ------------------ | ------------------ | ------------------ | ----------- | ----------- | ----------- | ------ | ------ |
| 2019-2020       | Puebla          | LM              | 1          | 0          | CM              | 3               | 0               |                    | -                  | -                  |             | -           | -           | 4      | 0      |
| 2020-2021       | Puebla          | LM              | 1          | 0          |                 | -               | -               |                    | -                  | -                  |             | -           | -           | 1      | 0      |
| 2021-2022       | Puebla          | LM              | 16         | 0          |                 | -               | -               |                    | -                  | -                  |             | -           | -           | 16     | 0      |
| 2022-2023       | Puebla          | LM              | 7          | 0          |                 | -               | -               |                    | -                  | -                  |             | -           | -           | 7      | 0      |
| Totale carriera | Totale carriera | Totale carriera | 25         | 0          |                 | 3               | 0               |                    | -                  | -                  |             | -           | -           | 28     | 0      |